# Strigosella
Strigosella là chi thực vật có hoa trong họ Cải.